# Tres Arroyos partido
Tres Arroyos egy partido Argentína középpontjától keletre, Buenos Aires tartományban. Székhelye Tres Arroyos.

## Népesség
A partido népessége a közelmúltban a következőképpen változott:
| Év   | Lakosság |
| ---- | -------- |
| 2001 | 56 733   |
| 2010 | 57 110   |